# Naggbjörnbär
Naggbjörnbär (Rubus lamprocaulos) är en rosväxtart som beskrevs av Gottlieb Braun. Naggbjörnbär ingår i släktet rubusar, och familjen rosväxter. Inga underarter finns listade i Catalogue of Life.